# مارك ألتمان
مارك ألتمان (بالإنجليزية: Mark Altmann)‏ هو سبّاح أسترالي، مثّل بلاده في الألعاب البارالمبية الصيفية 2000.